# Kỵ binh lạc đà

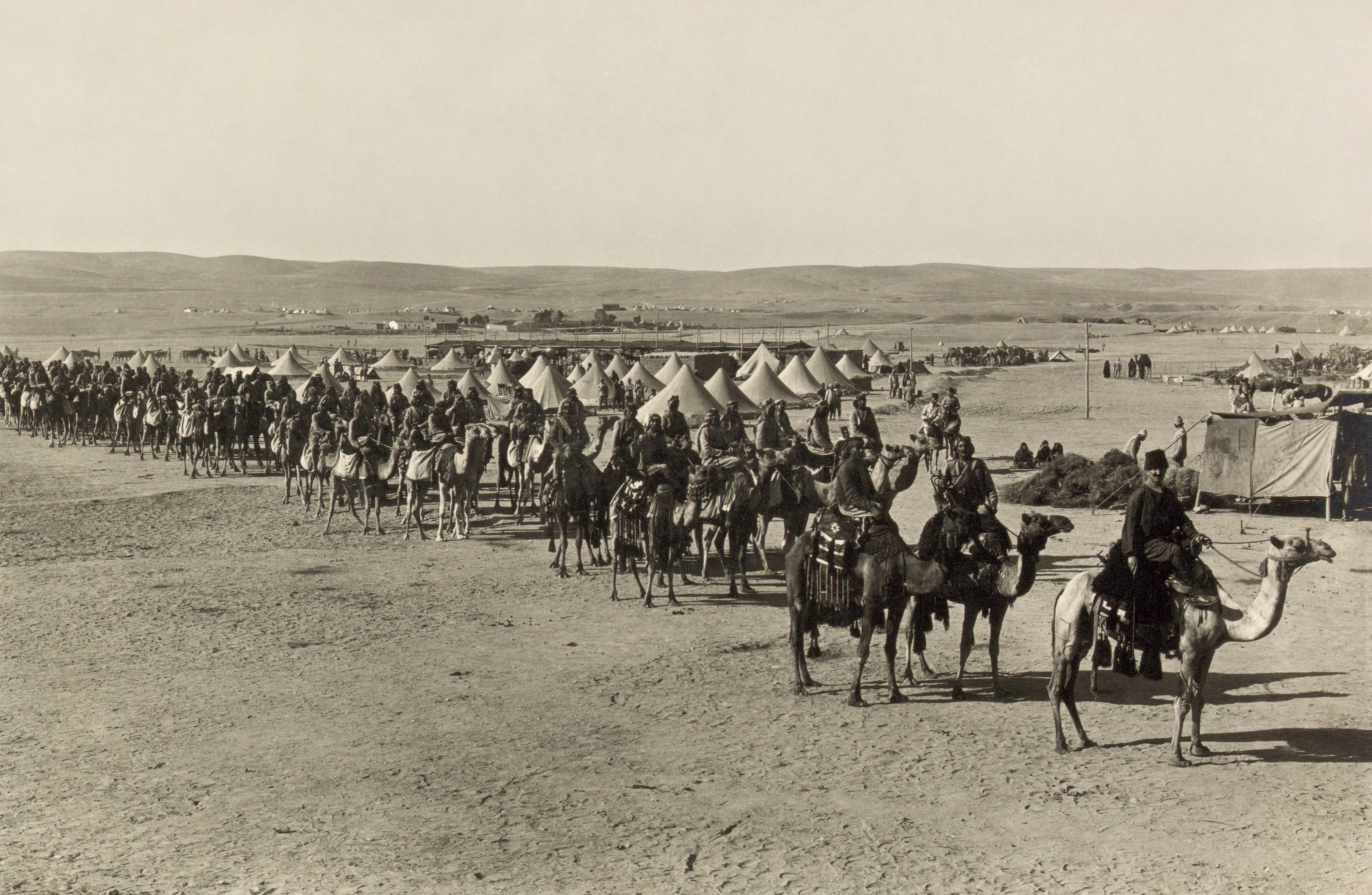
Lạc đà của quân đội Ottoman tại Beersheba trong cuộc công chiếm Suez lần thứ nhất trong chiến tranh thế giới thứ nhất, 1915.

Kỵ binh lạc đà hay còn gọi là kỵ đà là tên chung của những lực lượng vũ trang sử dụng lạc đà là phương tiện đi lại. Đôi khi các chiến binh kiểu này cũng chiến đấu trên lưng lạc đà với giáo mác, cung tên hay súng trường.
Kỵ binh lạc đà là một thành phần phổ biến trong các cuộc chiến tranh sa mạc suốt chiều dài lịch sử, bởi vì lạc đà có trí thông minh và khả năng thích ứng cao. Chúng cung cấp cho con người một nhân tố cơ động có khả năng tốt khi hoạt động cũng như tồn tại trong môi trường khô cằn thiếu nước hơn là so với ngựa hay kỵ binh thông thường. Mùi của lạc đà, theo như kinh nghiệm từ xưa, gây hoảng sợ và làm mất phương hướng của ngựa, khiến cho lạc đà là một vũ khí chống ngựa hiệu quả. Vì mục đích này, hoàng đế La Mã Claudius đã đem theo một đội quân kỵ binh lạc đà như một phần của đội quân xâm lược Britannia.

## Lịch sử ban đầu
Ghi chép đầu tiên về sử dụng lạc đà trong quân đội thì vua Ả Rập Gindibu, người đã trưng dụng 1000 con lạc đà trong trận Qarqua năm 853 TCN, mặc dù không rõ rằng nó được dùng như thế nào trong trận đánh. Khoảng 300 năm sau, lạc đà được sử dụng trong trận trong trận Thymbra năm 547 TCN giữa Cyrus Đại Đế của Ba Tư và Croesus của Lydia. Theo lời Xenophon, kỵ binh của Cyrus đông hơn gấp 6 lần. Hành động theo sự cung cấp thông tin của một vị tướng rằng ngựa của Lydia tránh xa lạc đà, Cyrus đã thiết lập nên quân đoàn lạc đà đầu tiên trong lịch sử. Mặc dù về kỹ thuật được dùng như kỵ binh, chúng chủ yếu để gây kinh hoàng cho kỵ binh ngựa của Lydia và làm cho trận đánh có lợi cho Cyrus.

## Những cuộc xâm lược Hồi giáo và thời thuộc địa
Con lạc đà đã được sử dụng theo cách này bởi nhiều nền văn minh, đặc biệt là ở các nước Ả Rập và Bắc Phi. Lạc đà và đôi khi cả người cưỡi ngựa và lạc đà được bọc thép như cataphract đương đại. Người Ả Rập sử dụng lạc đà để gây ảnh hưởng lớn đối với kỵ binh thù địch châu Âu trong cuộc chinh phục Hồi giáo. Napoléon từng sử dụng lạc đà cho chiến dịch của mình tại Ai Cập và Syria.
Cuối thế kỷ 19 và đầu thế kỷ 20, những đội quân lạc đà được sử dụng trong công việc kiểm soát và tuần tra trong quân đội thuộc địa của Anh, Pháp, Đức, Tây Ban Nha và Italia. Hậu duệ của những đơn vị này vẫn tạo thành một phần của quân đội Ấn Độ, Maroc và Ai Cập ngày nay. Quân đoàn Lạc đà Ai Cập từng đóng một vai trò quan trọng trong trận Omdurman năm 1898. Quân đội Ottoman từng duy trì cả đại đội lạc đà như một phần của quân đoàn Yemen và Hejaz cả trước và trong Thế chiến I.
Lạc đà ngày này còn được sử dụng trong đội tuần tra sa mạc Jordan.